# 마르테 올스부 뢰이셀란
마르테 올스부 뢰이셀란(노르웨이어: Marte Olsbu Røiseland, 1990년 12월 7일~)은 노르웨이의 바이애슬론 선수이다. 2018년 동계 올림픽에서 은메달 2개를 획득했고, 2020년 세계 바이애슬론 선수권 대회에서 5관왕에 올랐다. 이후 자신의 두번째 올림픽인 2022년 동계 올림픽에서 3관왕에 올랐다.